# Timbres de Mayotte 2007
Cet article recense les timbres de Mayotte émis en 2007 par La Poste.

## Généralités
Les timbres portent les mentions « Mayotte RF La Poste 2007 » (nom de la collectivité / République française / opérateur postal / année d'émission) et une valeur faciale en euro (€).
Ils servent pour affranchir le courrier au départ de la collectivité d'outre-mer, pris en charge par la section locale de La Poste.
Le programme philatélique, choisi par une commission philatélique locale, est réalisé par Phil@poste et son imprimerie.

## Légende
Pour chaque timbre, le texte rapporte les informations suivantes :
- date d'émission, valeur faciale et description,
- formes de vente,
- artistes concepteurs et genèse du projet,
- manifestation premier jour,
- date de retrait, tirage et chiffres de vente,

ainsi que les informations utiles pour une émission donnée.

## Janvier

### 10 ans de la philatélie à Mayotte
Le 20 janvier, est émis un timbre commémoratif de 0,54 € pour le dixième anniversaire de l'autonomie philatélique de Mayotte. Depuis janvier 1997, l'île utilise ses propres timbres, après avoir utilisé ceux des colonies auxquelles elle était rattachée de 1912 à 1975, puis ceux de France métropolitaine de 1975 à 1996. Sur le timbre, la carte de Mayotte est composée des timbres émis depuis.
Le timbre de 2,6 × 3,6 cm est conçu par Hervé Louze et imprimé en offset en feuille de vingt-cinq exemplaires.

### Phanelopsis

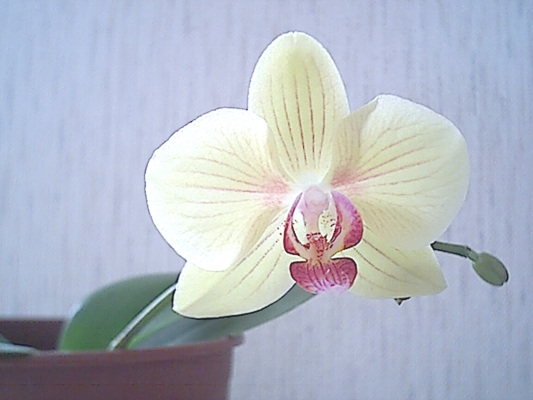
Fleur de Phalaenopsis.

Le 20 janvier, est émis un timbre de 0,54 € représentant une orchidée blanche, ressemblant à une Phalaenopsis. L'illustration est légendée « Phanelopsis ».
Le timbre de 3,6 × 2,6 cm est dessiné par Gilles Renaud et imprimé en offset en feuille de vingt-cinq.

## Mars

### Bambous géants
Le 19 mars, est émis un timbre de 1,01 € sur les bambous géants de l'île. Sur l'illustration, une femme portant un plat sur sa tête, marche sur un chemin entouré des deux côtés de bambous.
Le dessin est signé Hervé Louze. Le timbre de 2,6 × 3,6 cm est imprimé en offset en feuille de vingt-cinq.
Le cachet premier jour représente un homme au pied de bambous et est disponible le 17 mars à Dzoumogne, sur la commune de Bandraboua.

### Cour des comptes 1807-2007
Le 19 mars, dans le cadre d'une émission conjointe des sept administrations postales qui couvrent le territoire français, est émis un timbre commémoratif de 0,54 € pour le bicentenaire de la Cour des comptes. La façade du palais Cambon apparaît sur l'illustration à travers un drapeau tricolore. En bas à droite, un des symboles de cette cour chargée de vérifier l'utilisation de l'argent public : un miroir posé devant une balance de justice.
Le timbre de 4 × 3 cm est dessiné et gravé par André Lavergne. Il est imprimé en taille-douce en feuille de quarante-huit exemplaires.
Le cachet premier jour, aux deux « C » enlacés dessinés par Lavergne, est disponible le 17 mars et est localisé « MAYOTTE ».
L'illustration est identique pour les sept administrations, ainsi que l'impression en taille-douce. Les autres administrations postales concernées sont la France métropolitaine (comprenant aussi les quatre départements d'outre-mer), la Nouvelle-Calédonie, la Polynésie française, Saint-Pierre-et-Miquelon, les Terres australes et antarctiques françaises et Wallis-et-Futuna.

## Mai

### Conseil général de Mayotte, 30 ans
Le 14 mai, est émis un timbre commémoratif de 0,54 € pour le trentième anniversaire du Conseil général de Mayotte. Le dessin sur fond blanc est une adaptation des armoiries de la collectivité d'outre-mer : hippocampe sur fond bleu, fleurs d'ylang-ylang et clair de lune horizontal.
Le dessin fourni par le Conseil général est mis en page sur un timbre de 2,6 × 3,6 cm imprimé en offset en feuille de vingt-cinq.
Le cachet - un hippocampe et les deux fleurs d'ylang-ylang - est disponible le 12 mai à Mamoudzou, siège du Conseil général.

### L'habitat traditionnel
Le 14 mai, est émis un timbre de 0,54 € dont le dessin présente un habitat traditionnel, une maison en bois et toit végétal.
Le timbre de 3,6 × 2,6 cm est dessiné par Vincent Rocher et imprimé en offset en feuille de vingt-cinq exemplaires.
Le cachet premier jour est disponible le 12 mai à Coconi, dans la commune d'Ouangani.

## Juin

### Les coraux de Mayotte
Le 16 juin, est émis un bloc de quatre timbres de 0,54 € composant une scène sous-marine présentant quatre espèces de coraux de Mayotte : le cerveau de Neptune (Diploria labyrinthiformis), le corail corne-de-cerf (Acropora cervicornis), le corail corne-d'élan (Acropora palmata) et la gorgone éventail (Annella mollis).
Le bloc est dessiné par Gil Renaud et imprimé en offset. Chaque timbre mesure 3,6 × 2,6 cm.
Le cachet premier jour contenant l'expression « Les coraux de Mayotte » est disponible à Mtsamboro.

## Septembre

### Le caméléon
Le 17 septembre, est émis un timbre de 0,54 € sur le caméléon, que le dessin montre vert, la queue enroulée et se déplaçant sur une branche d'arbre.
Le timbre de 3,6 × 2,6 cm est dessiné par Nadine Murat Thevenot pour une impression en offset en feuille de vingt-cinq.
Le cachet premier jour, à la tête de caméléon, est disponible le 15 septembre à Pamandzi.

### Le manguier
Le 17 septembre, est émis un timbre de 0,54 € représentant un manguier et ses fruits.
Le timbre de 3,6 × 2,6 cm est dessiné par Christine Louze et imprimé en offset en feuille de vingt-cinq unités.
Le cachet premier jour est disponible le 15 septembre à Kani-Kéli.

## Novembre

### Plage de N'Gouja
Le 10 novembre, est émis un timbre de 0,54 € dont l'illustration présente la plage de N'Gouja, partie émergée d'une aire marine protégée.
Christine Louze a dessiné ce timbre de 7,6 × 2,6 cm imprimé en offset en feuille de dix exemplaires.
La manifestation premier jour a lieu le 10 novembre à Chirongui.

### Le voule
Le 10 novembre, est émis un timbre de 0,54 € sur le voulé, forme de pique-nique sur la plage. L'illustration montre au premier plan des adultes cuisant la viande, avec en arrière-plan une des plages de Mayotte.
Le timbre de 4,8 × 2,7 cm est dessiné par Vincent Rocher et imprimé en offset en feuille de vingt-cinq.
Le cachet premier jour est disponible le 10 novembre à Sada.

### Sources et bibliographie
- La presse philatélique française, dont les pages nouveautés de Timbres magazine.
- le catalogue de vente par correspondance de La Poste française.
- Le site de la Société mahoraise de philatélie et de cartophilie présente les enveloppes premier jour confectionnées par l'association, sur lesquelles le timbre à date et son illustration sont visibles.